# Langemark-Poelkapelle
Langemark-Poelkapelle là một đô thị ở tỉnh Tây Flanders. Đô thị này gồm các thị trấn Bikschote, Langemark, and Poelkapelle. Tại thời điểm ngày 1 tháng 1 năm 2006, Langemark-Poelkapelle có dân số 7.780 người. Tổng diện tích là 52,53 km² với mật độ dân số là 148 người trên mỗi km².